# Guatteria richardii
Guatteria richardii är en kirimojaväxtart som beskrevs av Robert Elias Fries. Guatteria richardii ingår i släktet Guatteria och familjen kirimojaväxter. Inga underarter finns listade i Catalogue of Life.